# Landéda
 Landéda  (en bretón Landeda) es una población y comuna francesa, situada en la región de Bretaña, departamento de Finisterre, en el distrito de Brest y cantón de Lannilis.

## Demografía
| 2231 | 2136 | 2134 | 2281 | 2666 | 2949 |
| Para los censos de 1962 a 1999 la población legal corresponde a la población sin duplicidades (Fuente: INSEE [Consultar]) |      |      |      |      |      |